# نادانی
نادانی (به عربی: جهل) گونه‌ای ناآگاهی و نبودِ دانش است. نادان، صفتی برای توصیفِ فردی است که آگاه نیست و به ویژه برای توصیفِ افرادی که به عمد، اطلاعاتِ مهم یا حقایق را نادیده می‌انگارند یا به آنها بی اعتنا هستند بکار گرفته می‌شود.

## گونه‌ها
برای تمایز میانِ آگاهی به ناآگاهی و آگاهی به آگاهی؛ می‌توان ناآگاهی را به دوگونهٔ مطلق (بسیط) و مرکّب بخش نمود. جهلِ بسیط آن است که انسان چیزی را نمی‌داند ولی خودش هم می‌داند که نمی‌داند، در این حالت ممکن است در مقامِ کسبِ داناییِ آن برآید.

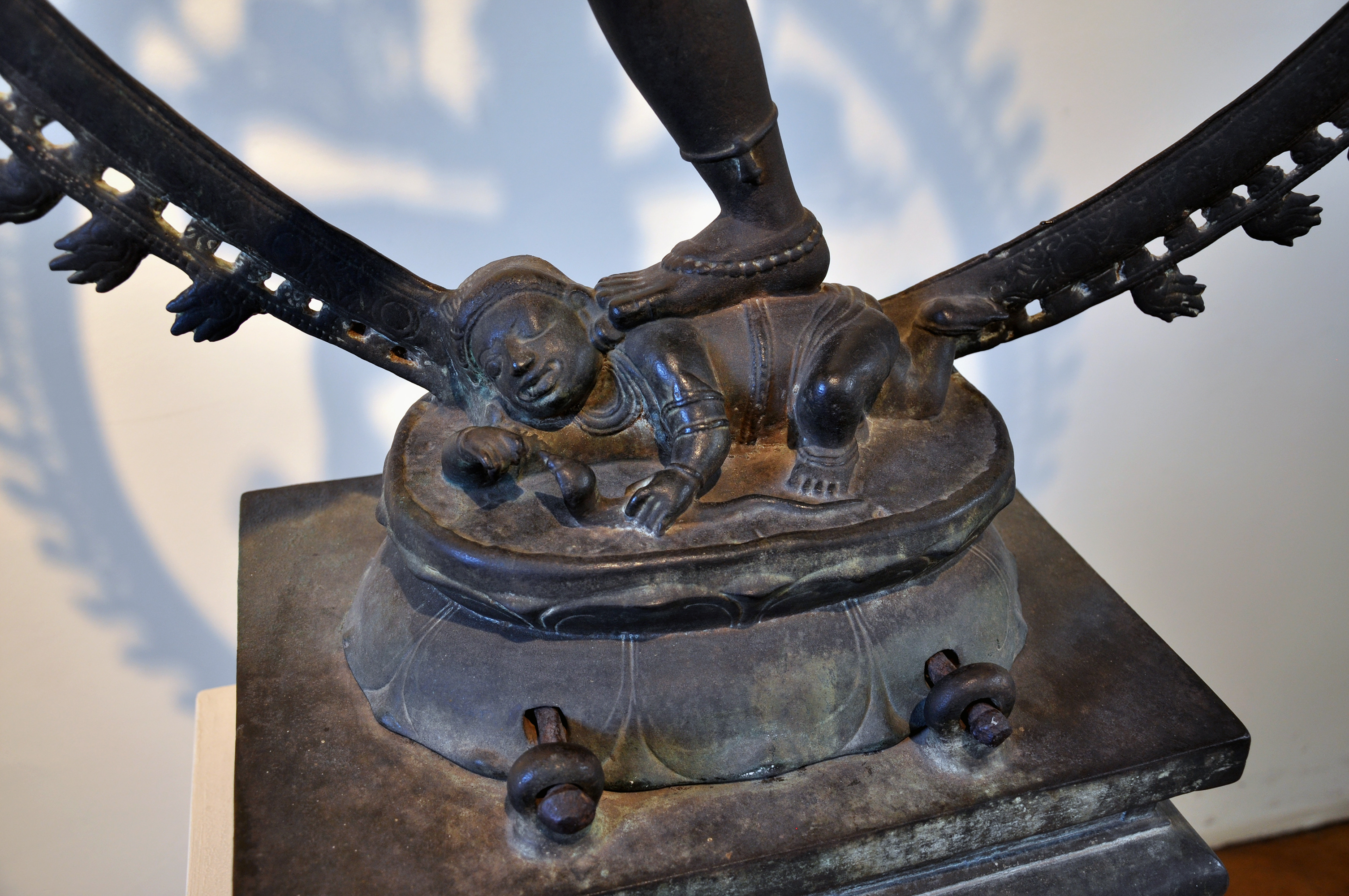
شیوا اهریمن نادانی اپسماره را با پا له می‌کند، تانجاوور، هند، قرن ۱۳ میلادی

## دانم که ندانم
دانم که ندانم گفتاوردی مشهور از سقراط فیلسوف یونانی است.

### نفی امکانِ کسبِ معرفت به‌وسیلهٔٔ آدمی
یکی از معانی که از این جمله برداشت شده‌است، این است که انسان هرگز نمی‌تواند چیزی را به یقین بداند. پرسشی که اینجا مطرح می‌شود اینست که اگر هیچ چیز نمی‌تواند بداند، پس چگونه می‌داند که هیچ چیز نمی‌داند؟ برخی این تعبیر را باعنوانِ پارادوکس سقراط که گونه‌ای پارادوکس دروغگو می‌باشد، برشمرده‌اند.
اما حالتِ دیگر اینست که گفته شود منظور سقراط این بوده که انسان هرگز نمی‌تواند چیزی راجع به جهانِ خارج را به یقین بداند، امّا از احوالات درونی خود به یقین می‌تواند معرفت یابد؛ پس می‌تواند بگوید که راجع به جهانِ خارج به یقین چیزی نمی‌داند و تناقضی پیش نمی‌آید.

### ناچیز شمردنِ معرفتِ بدست‌آمدهٔ آدمی
تعبیرِ دیگری که از سخنِ سقراط ممکن است، این است که منظور او این بوده که او علمِ ناچیزی دارد، آن‌قدر ناچیز که در برابر مجهولاتِ او این علم، صفر است. چنان‌که در شرحِ محاکمهٔ سقراط آمده که سقراط می‌گوید که یک‌بار از معبد دلفی دربارهٔ داناترین افراد پرسیده‌اند و پاسخ آمده که از سقراط داناتر نیست. سقراط خود از این بابت مبهوت و متحیّر است؛ زیرا او می‌داند که دانشی ندارد؛ و خدا نیز ممکن نیست دروغ بگوید.
او سرانجام به این نتیجه می‌رسد که «فقط خدا داناست.»
با این حساب، چرا خدا سقراط را داناترینِ آدمیان دانسته‌است؟ سقراط این‌گونه پاسخ می‌دهد که منظور خدا شخصِ سقراط نیست، بلکه خدا نامِ سقراط را از برای نمونه به کار برده‌است. مانندِ اینکه بگوید «کسی داناست که مانند سقراط بداند که دانایی‌اش هیچ ارزشی ندارد.»

## ندانم که ندانم
ندانم که ندانم یا جهلِ مرکب آن است که انسان نمی‌داند و نمی‌داند که نمی‌داند و مثلاً به خاطرِ غرور، فکر می‌کند که می‌داند.
جهلِ مرکب یا نادانی به نادانی (ندانم که ندانم) گونه‌ای از نادانی است که شخص به نادانیِ خود، آگاه نیست و خود را آگاه می‌پندارد و از همین روی، به دنبالِ برطرف کردنِ نادانیِ خود نیز نخواهد رفت؛ زیرا که علم به نادانی است که انسان را به سوی برطرف کردنِ نادانیِ خود می‌کشاند.
جملات زیر اشاره به همین مطلب دارند:
- ابن‌سینا: «ایاک و فطانة بتراء»[۲]

و همچنین در شعر زیر اشاره به نادانی (دانستن به ندانستن) خود می‌کند:
دل گرچه در این بادیه بسیار شتافت یک موی ندانست ولی موی شکافت
اندر دل من هزار خورشید بتافت و آخر به کمال ذره‌ای راه نیافت
- سنایی: | رنجشِ هر کسی ز یک چیز است |  | رنجش من ز نیم دیوانه‌است[۲] |
- خیام نیز در اشاره به نادانی خود چنین می‌گوید:

| هرگز دل من ز علم محروم نشد      |  | کم ماند ز اسرار که معلوم نشد |
| هفتادو دو سال فکر کردم شب و روز |  | معلومم شد که هیچ معلوم نشد   |

البته ممکن است از نادانی در بالا اشتباه برداشت شود، در بالا منظور از «هیچ» یا «نادانی» آن است که آن‌قدر نادانسته‌ها بسیار است که دانسته‌های ما تقریباً چیزی نیست هرکس همین را بداند که نمی‌داند (چه قدر نمی‌داند، چون میل به ندانستن (کامل) دارد، چنین می‌آید که نمی‌داند) خود ارزشمند است چنان‌که ابن سینا می‌گوید با این که دل یک موی (بسیار ناچیز) را شکافت (بسیار به دانستن پرداخت) اما حتی یک موی را هم نتوانست کاملاً بداند یا خیام که می‌گوید با همهٔ پیگیری‌هایش برای یادگیری علم (گرچه دانش، علم نیست ولی علم، دانش است) هیچ‌چیز یادنگرفت. (چون مقدار دانسته‌هایش به صفر میل دارد، هیچ می‌آید)
- ابن یمین در کتاب معراج السعاده سروده‌است:

| آنکس که بداند و بخواهد که بداند |
| خود را به بلندای سعادت برساند   |
| آنکس که بداند و بداند که بداند  |
| اسب شرف از گنبد گردون بجهاند    |
| آنکس که بداند و نداند که بداند  |
| با کوزهٔ آب است ولی تشنه بماند   |
| آنکس که نداند و بداند که نداند  |
| لنگان خرک خویش به مقصد برساند   |
| آنکس که نداند و بخواهد که بداند |
| جان و تن خود را ز جهالت برهاند  |
| آنکس که نداند و نداند که نداند  |
| در جهل مرکب ابدالدهر بماند      |
| آنکس که نداند و نخواهد که بداند |
| حیف است چنین جانوری زنده بماند  |